# Joudia Hassar-Benslimane
Joudia Hassar-Benslimane (1943  – 22 mai 2018) était une historienne et archéologue marocaine spécialisée dans l'archéologie, l'histoire et l'architecture islamiques. Elle fut l'une des premières femmes marocaines expertes en archéologie, et a apporté d'importantes contributions à l'avancement de la recherche archéologique au Maroc, au cours de ses 30 années de carrière. Elle est généralement considérée comme l'une des figures les plus importantes de l'archéologie marocaine,,.

## Biographie
Joudia Hassar est née en 1943 dans une vieille famille de Salé, au Maroc.
Elle a épousé l'officier de gendarmerie marocain et responsable sportif Housni Benslimane.

## Carrière
Hassar-Benslimane rejoint le ministère marocain de la Culture en 1972 et est affilié au Musée archéologique de Rabat. En un an, elle en devient la directrice, ainsi que la directrice du service d'archéologie au sein du ministère. Elle a participé à des fouilles axées en particulier sur l'archéologie islamique. Ses premières fouilles ont eu lieu sur le site pré-urbain de Belyounech, près de Ceuta. Elle participa ensuite aux fouilles de la première nécropole dynastique des Mérinides, à Tafertast, dont elle fut la première à identifier l'emplacement dans la région du Gharb. Elle a participé aux fouilles à la mosquée de Tinmal et ailleurs. Son livre « Le passé de la ville de Salé dans tous ses états : histoire, archéologie, archives », est devenu une référence dans son domaine d'expertise.
Hassar-Benslimane a investi beaucoup d’efforts dans la formation de la prochaine génération d’archéologues marocains et dans la préservation du patrimoine culturel du pays. Elle a été professeur d'archéologie et d'histoire de l'art à l'Université Mohammed V de Rabat, de 1978 à 1983; et a joué un rôle déterminant dans la fondation de l'Institut national des sciences de l'archéologie et du patrimoine (INSAP), et en devient la première directrice en 1986,,. Le rôle de l'institut comprend l'éducation et la formation des étudiants en archéologie ainsi que la recherche et la fouille de sites au Maroc, en collaboration avec la communauté internationale.
En 1986, elle publie un article sur l’archéologie de Sijilmassa, soulignant l’importance du site. En 1987, elle obtient un doctorat en archéologie de l'Université Sorbonne Paris IV. Sa thèse sur la ville de Salé, sous la direction de Janine Sourdel-Thomine, s'intitulait "Recherches sur la ville de Salé et problèmes d'archéologie marocaine".
En 1992, elle fonde la Société marocaine d'archéologie et du patrimoine (SMAP), une association officiellement présidée par la princesse Lalla Hasna du Maroc, et dirigée par Hassar-Benslimane en tant que présidente déléguée jusqu'en 2015. Entre autres initiatives, l’association a contribué à la fouille et à la préservation des sites archéologiques de Lixus et Kheddis. De plus, par l'intermédiaire de l'association, elle a supervisé la publication de la revue archéologique Le Jardin des Hespérides de février 2004 à février 2015, date de sa retraite,.
Selon l'archéologue marocain Abdeljalil Bouzouggar, actuel directeur de l'INSAP, Hassar a contribué à émanciper l'archéologie marocaine des hypothèses et interprétations colonialistes qui dominaient pendant les protectorats français et espagnol, et ses travaux ont conduit à la création d'une « école marocaine d'archéologie »,. De plus, le nombre de programmes archéologiques au Maroc est passé de 4 en 1975, à environ 40 lorsqu'elle a pris sa retraite de son poste de directrice de l'INSAP en 2005, supervisant jusqu'alors la formation de plus de 200 jeunes spécialistes dans divers domaines de l'archéologie.

## Mort

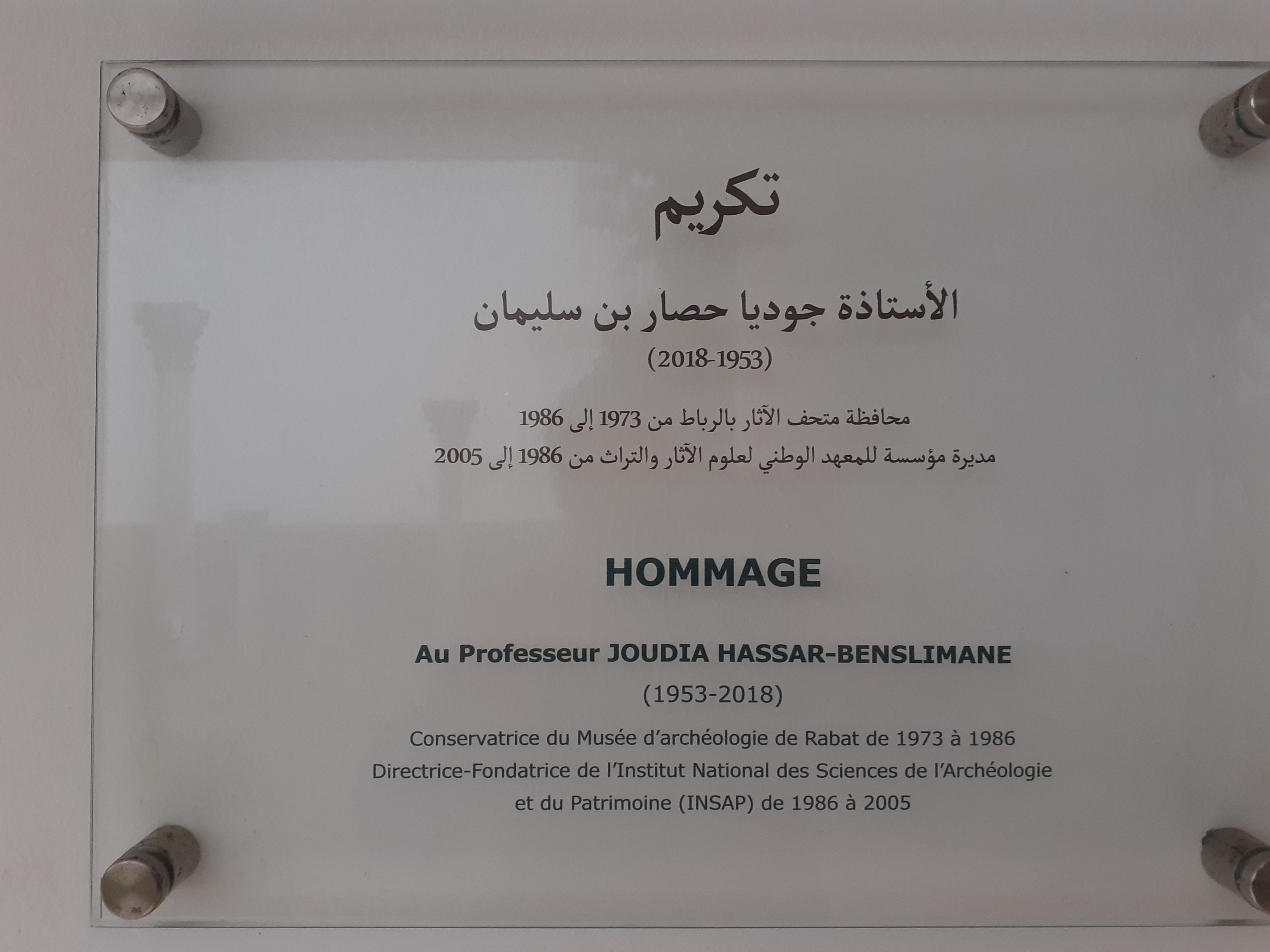
Plaque commémorative en l'honneur de Joudia Hassar Benslimane au Musée d'Histoire et des Civilisations

Hassar-Benslimane est décédé le mardi 22 mai 2018, à 3 heures du matin, suite à une longue maladie. Elle a été enterrée au cimetière de Hay Riad à Rabat,. Le 13 août 2018, la Fondation marocaine des musées a dévoilé une plaque commémorative en l'honneur de Joudia Hassar au Musée d'histoire et des civilisations de Rabat, et a nommé l'une de ses salles en son honneur,.

## Publications
Parmi les œuvres de Joudia Hassar-Benslimane, on peut citer: 
- Salé: étude architecturale de trois maisons traditionnelles, 1979[22]
- Archives familiales et architecture privée à Salé, Bulletin Archéologique du Comité des Travaux Historiques et Scientifiques. Fascicule B, Afrique du Nord. 1984.
- Tinmel: l'épopée Almohade, 1992
- Le passé de la ville de Salé dans tous ses États. Histoire, archéologie, archives, Paris : Maisonneuve et Larose, 1992[23].
- L'archéologie islamique au Maroc et son apport à l'Histoire, Bulletins de l'Académie Royale de Belgique, 1993, pp. 457-468[24]
- Maroc, terre de lumière. Morocco, land of light, Joudia Hassar-Benslimane, Philippe Ploquin, and Françoise Peuriot. 1999
- La recherche archéologique au Maroc durant deux décennies, Actes des 1ères Journées Nationales d’Archéologie et du Patrimoine. Volume 1: Préhistoire: Rabat, 1-4 juillet 1998. 2001.